# Kaffekoppning

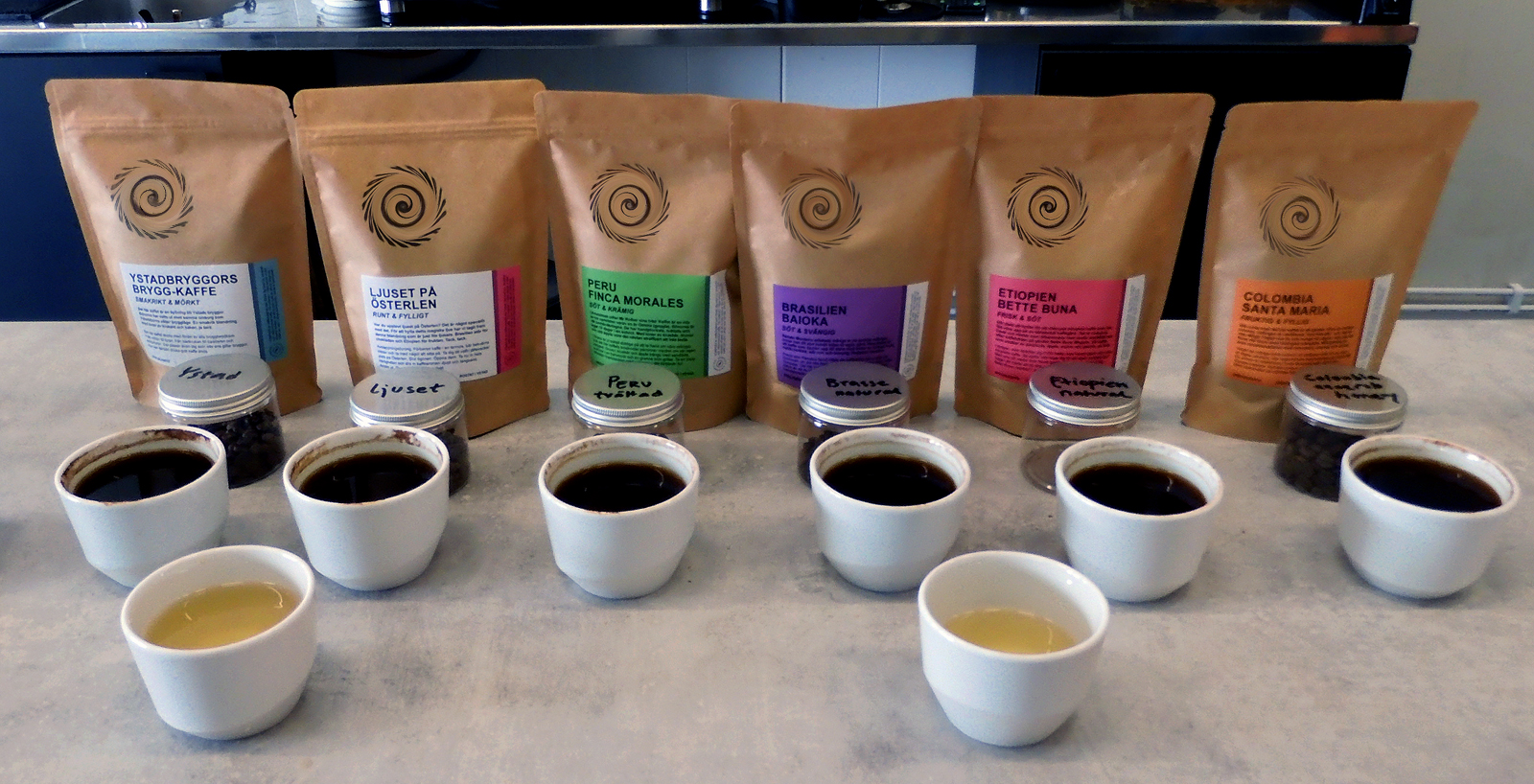
Ett arrangemang för en kaffeprovning, så kallad kaffekoppning.

Kaffekoppning är ett arrangemang där det provsmakas kaffe av olika sorter, och olika rostning.
En kaffekoppning kan anordnas av ett kafferosteri eller en försäljare av kaffe.
Det vanliga är att ett antal olika sorters kaffe, serveras i små provkoppar, som med sked avsmakas.
Därefter bedöms det olika sorterna efter smak och lukt mm, vilket är mycket subjektivt.